# رد جکت (کشتی تندرو)
رد جکت (کشتی تندرو) (به انگلیسی: Red Jacket (clipper)) یک کشتی است که طول آن 251 ft. 2 in., or 260 ft. می‌باشد. این کشتی در سال ۱۸۵۳ ساخته شد.